# Mercury MA-8
Mercury MA-8 (Mercury Atlas 8) was een Amerikaanse bemande ruimtevlucht uit 1962. Het was de vijfde Amerikaanse bemande ruimtevlucht en de derde bemande vlucht die een baan rond de Aarde beschreef uit het Mercury-programma. Dit was de eerste lancering die voor Europees publiek live via de satelliet te volgen was. Deze vlucht staat tevens bekend als Sigma 7.

## Missiedoel
Deze capsule moest zesmaal rond de Aarde cirkelen, om de prestaties van het ontwerp te beoordelen. Verder ging men de gevolgen na van een langere ruimtevlucht op de astronaut, om te kunnen vergelijken met voorgaande kortere missies en simulatorvluchten. Ook het oordeel van de astronaut over de handelbaarheid van het ruimtevaartuig was van belang. Bovendien gold deze vlucht als test voor het wereldwijde ondersteunende Mercury-netwerk. Daarnaast waren verscheidene systemen verbeterd, wat eveneens om een oordeel vroeg. Wegens tijdgebrek en een technisch mankement (een lekkend brandstofventiel op 28 september) stelde NASA deze vlucht tot tweemaal toe uit. Oorspronkelijk zou MA-8 al begin september omhoog gaan.

## Bemanning
De astronaut heette Walter Schirra. Hij zou de enige Amerikaan worden die zowel in de Mercury-, Gemini- als Apollocapsule vloog. Deze bijna veertigjarige testpiloot had ruime ervaring met negentig gevechtsmissies tijdens de Koreaanse Oorlog.

## Technische wijzigingen
De capsule onderging ten opzichte van voorgaande vluchten twee belangrijke technische wijzigingen. De eerste behelsde het gebruik van standregelraketjes met alleen lage stuwkracht op handbediening; dit bespaarde brandstof. Verder was MA-8 uitgerust met twee extra antennes die op hoge frequentie een signaal uitzonden, om de verbinding met de grond gedurende de vlucht te verbeteren.
Gedurende 18 minuten tijdens de derde omloop en 118 minuten tijdens de vierde en vijfde was het vaartuig in vrije vlucht. Doel hiervan was onderzoek naar brandstofbesparende maatregelen. Dit wierp zijn vruchten af: op het tijdstip van terugkeer resteerde nog 78% van de brandstofvoorraad. Hierdoor kon Schirra het automatische terugkeersysteem benutten.

## Wetenschappelijke experimenten
Tijdens deze vlucht vonden vier experimenten plaats. Een daarvan vond plaats in zichtbaar licht en vergelijkbaar met de proef tijdens de twee voorafgaande vluchten. Verder werd een Hasselblad-camera met verscheidene filters uitgerust. De verkregen opnames vergeleek men met die van kunstmatige satellieten. Daarnaast ging men de ablatie van verscheidene materialen tijdens terugkeer in de dampkring na. Ten slotte werden flux en samenstelling van kosmische straling nagegaan middels stralingsgevoelige emulsies.

## Vluchtverloop
De MA-8, met een massa van 1370 kg, werd gelanceerd op 3 oktober 1962 om 12.15 uur UTC vanaf platform LC-14 op Cape Canaveral met behulp van een Atlas-draagraket. Schirra's capsule bereikte een baan met een apogeum van 285 km, een perigeum van 153 km en een omlooptijd van 89 minuten. De inclinatie bedroeg 32,5° bij een excentriciteit van 0,01. Schirra bereikte een snelheid van 28.092 km/u en ondervond tijdens zijn vlucht geen noemenswaardige problemen. Hij corrigeerde een onverwacht rollen van de capsule en had moeite zijn ruimtepak op de juiste temperatuur in te stellen, maar verder verliep zijn vlucht eenvoudig.
Na zes baantjes landde MA-8 dezelfde dag om 21.28 uur UTC op 440 km ten noordoosten van Midway in de Stille Oceaan na een vlucht van 9 uur, 13 minuten en 11 seconden. De capsule kwam neer op 32° 7' N en 174° 45' W, op slechts 8,2 km van het bergingsschip. Schirra legde gedurende zijn reis meer dan 230.000 km af.